# Helene Lindholm
Helene Lindholm, född 1964, är en svensk film- och tv-producent och manusförfattare.
Helene Lindholm har en fil. kand. i litteraturvetenskap och är examinerad från Kungliga Konsthögskolan. Hon har bland annat producerat långfilmen Apflickorna (2011), som belönades med Guldbaggen för bästa film och bästa manus. År 2020 uppmärksammades hon som manusförfattare och producent för den Kristallen-nominerade TV-serien Jakten på en mördare. Hon har därefter bl a producerat TV-serien Händelser vid vatten som vann Prix Europa och Kristallen 2023 för bästa drama. 2025 är hon aktuell som manusförfattare för TV-serien Stenbeck på SVT.

## Filmografi
Producent
- Majken (2008)
- Apflickorna (2011)
- Middag med familjen (2012)
- 6 stora fiskar (2013)
- Jakten på en mördare (2020)
- Händelser vid vatten (2023)

Manus
- Majken (2008)
- Jakten på en mördare (2020)
- Stenbeck (2024)

Dramaturg
- Lasermannen (2005)
- Habib (2009)
- Tommy (2014)

Samproducent
- En arktisk rymdodyssé (2014)

Rådgivare
- The Nile Hilton Incident